# Nicolás Martínez Fontes (nieto)
Nicolás Martínez Fontes fue un militar argentino que participó en la guerra de la Triple Alianza.

## Biografía
Nicolás Martínez Fontes nació en Buenos Aires en 1838, hijo del coronel Nicolás Martínez Fontes y Dominga Amores.
Al igual que su padre y su abuelo siguió la carrera de las armas ingresando en el ejército de la Confederación Argentina.
El 8 de agosto de 1860 fue ascendido a teniente 2 de Regimiento 10 de línea destacado en la ciudad de Rosario.
Tras prestar servicio en el Fortín 9 de Julio y en el Escuadrón de Artillería Ligera asistió a la Guerra del Paraguay. Participó de la batalla de Yatay, de la toma de Uruguayana, de los combates de Paso de Patria, Estero Bellaco, Tuyutí, 
Yataytí-Corá y Boquerón, así como en la Batalla de Curupayty.
Por su actuación el 4 de octubre de 1866 fue promovido a capitán, pero en 1867 solicitó y obtuvo la baja.
Fue reincorporado al servicio activo el 25 de septiembre de 1875. Años después, radicado en la ciudad de Santa Fe recibió la medalla y diploma por la rendición de Uruguayana otorgada el 17 de noviembre de 1890 por el gobierno del Brasil.